# Unión Regional Deportiva 2019
La Unión Regional Deportiva 2019 fue la 13.ª temporada de la unión de ligas que organiza la Liga Tandilense de Fútbol, que cuenta con equipos afiliados a ésta, junto con aquellos nucleados por la Liga Ayacuchense de fútbol, la Liga Rauchense de fútbol y la Liga Juarense de fútbol, que comenzó a desarrollarse el 14 de marzo de 2019, y culminó el 17 de noviembre, con la consagración de Ferrocarril Sud tras ganar la serie final de la Copa de Oro por un global de 5:4 (1:2 y 4:2), equipo que también venció en la fase regular.
Al concluir el campeonato, quedó definida la primera plaza para el Torneo Regional Amateur 2020, que organiza el Consejo Federal junto a la Asociación de Fútbol Argentino, que por méritos deportivos consiguió Ferrocarril Sud. Para definir la segunda plaza, se jugó un desempate entre Atlético Ayacucho —segundo en la fase regular— e Independiente —subcampeón de la Copa de Oro—. El encuentro culminó 2:2, y debido a que el equipo ayacuchense contaba con ventaja deportiva, se adjudicó la segunda plaza en juego.
Tras varias temporadas, la 2019 fue de transición. Según lo resuelto a fines de 2018, se pactó que a partir de la Unión Regional Deportiva 2020 convivan dos divisiones en las mayores, Primera A y B, con ascensos y descensos a mitad y a fin de temporada, con posibilidad de disputarse promociones. A su vez, y como era tradicionalmente, las categorías mayores pasaron a jugar los días domingo, y las infantiles, los sábados.
Debido a la pandemia por coronavirus que azota al planeta durante el 2020, la dirigencia de la Liga Tandilense de Fútbol, con incertidumbre para decretar la vuelta a la actividad, decidió no disputar un torneo oficial durante lo que resta del año, y confirmó la continuidad del certamen para la temporada 2021.

## Equipos participantes
Respecto a la temporada anterior, la URD contó con tres equipos menos: mientras que Villa Aguirre (quien abandonó a mitad de 2018), Juventud Agraria de Rauch y Alumni de Benito Juárez abandonaron el certamen —los dos primeros, por motivos económicos, mientras que el tercero, ya que decidió formar parte del certamen organizado por la Liga Lapridense de Fútbol—, se incorporará al campeonato el reciente creado club rauchense, Deportivo Rauch.
Todos los clubes de Tandil, a excepción de Ferrocarril Sud y Unión y Progreso, participaron del Torneo de Preparación organizado por la liga local en el mes de febrero, de cara al inicio del campeonato. El ganador fue Grupo Universitario, único equipo de la URD en participar del Federal Amateur 2019. El sorteo de la URD 2019 se realizó en la sede de la Liga, el 28 de febrero.
| #  | Ciudad             | Equipos |
| -- | ------------------ | --- |
| 10 | Tandil             | Deportivo Tandil, Excursionistas, Ferrocarril Sud, Gimnasia y Esgrima, Grupo Universitario, Independiente, San José, Santamarina, UNICEN, Unión y Progreso |
| 4  | Ayacucho           | Ateneo Estrada, Atlético Ayacucho, Defensores, Sarmiento                                                                                                   |
| 3  | Rauch              | Botafogo, Deportivo Rauch, San Lorenzo |
| 2  | Benito Juárez      | Argentino, Juarense |
| 1  | Villa Cacique      | Loma Negra |
| 1  | María Ignacia Vela | Velense |

| # | Bajas            |
| - | ---------------- |
| 1 | Villa Aguirre    |
| 2 | Juventud Agraria |
| 3 | Alumni           |

| # | Altas           |
| - | --------------- |
| 1 | Deportivo Rauch |

### Árbitros
El arbitraje de la Unión Regional Deportiva 2019 se organiza de acuerdo a la ciudad en la que sea el encuentro. En Tandil, Vela, Benito Juárez y Villa Cacique, se encargan de los partidos los colegiados de la Asociación Tandilense de Árbitros, designados por el Colegio de Árbitros de la LTF. En tanto, en las ciudades de Ayacucho y Rauch, es la Liga quien designa. Sólo para las finales es que se implementa la presencia de un cuarto árbitro en cancha.

| - Diego Albo - Marcos Altamiranda - Rodrigo Álvarez - Martín Althabe - Maximiliano Moreno | - Gustavo Beckman - Paulo Latú - Víctor González - Emanuel Mazzoni | - Diego Navarro - Diego Novelli - Franco Torres - Fernando Zabalza |

## Formato de disputa
La Unión Regional Deportiva 2019 se disputará a una sola rueda, bajo el sistema de todos contra todos, clasificando el ganador a la final del año.
Los primeros once equipos clasificados jugarán en Primera A en la temporada 2020, más un equipo que saldrá de los que queden del puesto 12.º al 21.º en la tabla de dicho torneo. El resto de las escuadras jugarán en 2020 en Primera B.
Los primeros once equipos también disputarán esta temporada la Copa de Oro: los cinco primeros clasifican a cuartos de final. Los otros 6 equipos juegan 3 partidos de octavos y los ganadores completan los ocho integrantes de cuartos. Luego semis y final, quedando de esta manera el otro finalista del año junto, con el que había ganado la etapa de todos contra todos.
En Copa de Plata —que la disputan quienes finalizan entre el 12.º y el 21.º puesto—, los cruces son iguales: los primeros seis equipos en cuartos, de los otros cuatro salen los otros dos integrantes de cuartos, luego semis y final. El ganador de esta Copa de Plata va a ser el equipo el 12.º en la Primera A en 2020.
En los cruces, siempre los equipos mejor ubicados en la tabla general tendrán ventaja deportiva de localía y empate a favor en ambas copas, teniendo que ganar sí o sí los equipos peor ubicados para poder pasar de ronda.

## Posiciones
| #    | Equipo              | Pts. | PJ | PG | PE | PP | GF | GC | Dif. |
| ---- | ------------------- | ---- | -- | -- | -- | -- | -- | -- | ---- |
| 1.º  | Ferrocarril Sud     | 49   | 20 | 15 | 4  | 1  | 48 | 11 | +37  |
| 2.º  | Atlético Ayacucho   | 47   | 20 | 14 | 5  | 1  | 49 | 13 | +36  |
| 3.º  | Independiente       | 42   | 20 | 12 | 6  | 2  | 50 | 15 | +35  |
| 4.º  | SD Loma Negra       | 39   | 20 | 11 | 6  | 3  | 37 | 24 | +13  |
| 5.º  | Santamarina         | 35   | 20 | 10 | 5  | 5  | 33 | 14 | +18  |
| 6.º  | Sarmiento           | 31   | 20 | 8  | 7  | 5  | 31 | 19 | +12  |
| 7.º  | Grupo Universitario | 30   | 20 | 7  | 9  | 4  | 30 | 22 | +8   |
| 8.º  | Juarense            | 28   | 20 | 7  | 7  | 6  | 28 | 24 | +4   |
| 9.º  | Velense             | 28   | 20 | 7  | 7  | 6  | 36 | 26 | +10  |
| 10.º | Gimnasia y Esgrima  | 27   | 20 | 7  | 6  | 7  | 21 | 23 | -2   |
| 11.º | Botafogo            | 27   | 20 | 7  | 6  | 7  | 32 | 25 | +7   |
| 12.º | San José            | 27   | 20 | 8  | 3  | 9  | 31 | 35 | -4   |
| 13.º | Depotivo Tandil     | 26   | 20 | 7  | 5  | 8  | 25 | 24 | +1   |
| 14.º | Ateneo Estrada      | 26   | 20 | 7  | 5  | 8  | 19 | 27 | -8   |
| 15.º | UNICEN              | 25   | 20 | 7  | 4  | 9  | 33 | 27 | +6   |
| 16.º | Defensores          | 23   | 20 | 6  | 5  | 9  | 25 | 42 | -17  |
| 17.º | SD Argentino        | 19   | 20 | 5  | 4  | 11 | 19 | 33 | -14  |
| 18.º | Excursionistas      | 19   | 20 | 5  | 4  | 11 | 31 | 45 | -14  |
| 19.º | San Lorenzo         | 15   | 20 | 3  | 6  | 11 | 16 | 41 | -25  |
| 20.º | Unión y Progreso    | 12   | 20 | 3  | 3  | 14 | 12 | 47 | -35  |
| 21.º | Depotivo Rauch      | 1    | 20 | 0  | 1  | 19 | 9  | 77 | -68  |

Notas y referencias
|  | Clasificado a la Copa de Oro, a la final del año y a Primera A en 2020. |
|  | Clasificado a la Copa de Oro y a Primera A en 2020.                     |
|  | Clasificado a la Copa de Plata y a Primera B en 2020.                   |

### Evolución de posiciones
| Equipo / Fecha      | 1  | 2  | 3  | 4  | 5  | 6  | 7  | 8  | 9  | 10 | 11 | 12 | 13 | 14 | 15 | 16 | 17 | 18 | 19 | 20 | 21 | 22 | 23 |
| ------------------- | -- | -- | -- | -- | -- | -- | -- | -- | -- | -- | -- | -- | -- | -- | -- | -- | -- | -- | -- | -- | -- | -- | -- |
| Ateneo Estrada      | 11 | 13 | 10 | 11 | 9  | 9  | 7  | 8  |    |    |    |    |    |    |    |    |    |    |    |    |    |    |    |
| Atlético Ayacucho   | 1  | 1  | 4  | 6  | 8  | 4  | 3  | 3  |    |    |    |    |    |    |    |    |    |    |    |    |    |    |    |
| SD Argentino        | 4  | 2  | 7  | 9  | 12 | 13 | 16 | 17 |    |    |    |    |    |    |    |    |    |    |    |    |    |    |    |
| Botafogo            | 14 | 8  | 9  | 5  | 6  | 7  | 6  | 4  |    |    |    |    |    |    |    |    |    |    |    |    |    |    |    |
| Defensores          | 12 | 7  | 3  | 4  | 7  | 6  | 10 | 10 |    |    |    |    |    |    |    |    |    |    |    |    |    |    |    |
| Deportivo Rauch     | 19 | 21 | 20 | 21 | 21 | 21 | 21 | 21 | 21 |    |    |    |    |    |    |    |    |    |    |    |    |    |    |
| Deportivo Tandil    | 5  | 11 | 15 | 13 | 16 | 12 | 13 | 14 |    |    |    |    |    |    |    |    |    |    |    |    |    |    |    |
| Excursionistas      | 3  | 10 | 15 | 12 | 14 | 16 | 18 | 18 |    |    |    |    |    |    |    |    |    |    |    |    |    |    |    |
| Ferrocarril Sud     | 6  | 6  | 2  | 2  | 2  | 1  | 1  | 1  | 1  |    |    |    |    |    |    |    |    |    |    |    |    |    |    |
| Gimnasia y Esgrima  | 9  | 14 | 16 | 16 | 15 | 14 | 17 | 13 |    |    |    |    |    |    |    |    |    |    |    |    |    |    |    |
| Grupo Universitario | 17 | 16 | 12 | 14 | 13 | 15 | 11 | 11 |    |    |    |    |    |    |    |    |    |    |    |    |    |    |    |
| Independiente       | 10 | 5  | 1  | 1  | 1  | 2  | 2  | 2  |    |    |    |    |    |    |    |    |    |    |    |    |    |    |    |
| Juarense            | 8  | 4  | 6  | 3  | 3  | 3  | 4  | 6  |    |    |    |    |    |    |    |    |    |    |    |    |    |    |    |
| SD Loma Negra       | 7  | 3  | 5  | 8  | 5  | 5  | 9  | 7  |    |    |    |    |    |    |    |    |    |    |    |    |    |    |    |
| San José            | 2  | 9  | 13 | 15 | 19 | 18 | 15 | 16 |    |    |    |    |    |    |    |    |    |    |    |    |    |    |    |
| San Lorenzo         | 20 | 20 | 21 | 19 | 17 | 17 | 14 | 15 |    |    |    |    |    |    |    |    |    |    |    |    |    |    |    |
| Santamarina         | 18 | 17 | 14 | 7  | 4  | 8  | 5  | 5  |    |    |    |    |    |    |    |    |    |    |    |    |    |    |    |
| Sarmiento           | 21 | 12 | 8  | 10 | 10 | 6  | 8  | 9  |    |    |    |    |    |    |    |    |    |    |    |    |    |    |    |
| UNICEN              | 15 | 19 | 19 | 18 | 19 | 19 | 19 | 20 |    |    |    |    |    |    |    |    |    |    |    |    |    |    |    |
| Unión y Progreso    | 13 | 18 | 18 | 20 | 20 | 20 | 20 | 19 |    |    |    |    |    |    |    |    |    |    |    |    |    |    |    |
| Velense             | 16 | 15 | 17 | 17 | 11 | 11 | 12 | 12 |    |    |    |    |    |    |    |    |    |    |    |    |    |    |    |

## Resultados
| Grupo Universitario            | 1:3 | Argentino              | Mpal. Gral. San Martín | 14 de marzo | 21:00 | Matías Picot       |
| Juarense                       | 1:0 | Velense                | Gastón Lafón           | 24 de marzo | 16:00 | Maximiliano Moreno |
| Santamarina                    | 0:2 | Deportivo Tandil       | Predio Centenario      | 24 de marzo | 16:00 | Rodrigo Álvarez    |
| Botafogo                       | 0:1 | Ferrocarril Sud        | Botafogo               | 24 de marzo | 16:00 | Adrián Caballero   |
| Independiente                  | 1:1 | Gimnasia y Esgrima     | Agustín F. Berroeta    | 24 de marzo | 16:00 | Víctor González    |
| Excursionistas                 | 3:0 | San Lorenzo            | Excursionistas         | 24 de marzo | 16:00 | Franco Torres      |
| San José                       | 4:1 | Deportivo Rauch        | Gimnasia y Esgrima     | 24 de marzo | 16:00 | Emanuel Mazzoni    |
| Loma Negra                     | 2:1 | UNICEN                 | Loma Negra             | 24 de marzo | 16:00 | Diego Novelli      |
| Atlético Ayacucho              | 4:1 | Sarmiento              | Luciano Ceverio        | 24 de marzo | 16:00 | Ignacio Luizzi     |
| Ateneo Estrada                 | 0:0 | Defensores de Ayacucho | Mpal. José A. Barbieri | 24 de marzo | 16:00 | Lucas Gualdieri    |
| Equipo libre: Unión y Progreso |     |                        |                        |             |       |                    |

| San José                                                          | 2:3 | Atlético Ayacucho  | Gimnasia y Esgrima     | 31 de marzo | 16:00 | Fernando Zabalza   |
| UNICEN                                                            | 0:2 | Juarense           | Excursionistas         | 31 de marzo | 16:00 | Marcos Altamiranda |
| Deportivo Rauch                                                   | 0:4 | Botafogo           | Botafogo               | 31 de marzo | 16:00 | Cristian Pérez     |
| Argentino                                                         | 2:1 | Excursionistas     | 12 de Noviembre        | 31 de marzo | 16:00 | Víctor González    |
| Unión y Progreso                                                  | 0:3 | Independiente      | La Florida             | 31 de marzo | 16:00 | Paulo Latú         |
| Sarmiento                                                         | 4:1 | San Lorenzo        | Mpal. José A. Barbieri | 31 de marzo | 16:00 | Gonzalo López      |
| Defensores de Ayacucho                                            | 1:0 | Gimnasia y Esgrima | Defensores             | 31 de marzo | 16:00 | Daniel Figueroa    |
| Velense                                                           | 2:2 | Ferrocarril Sud    | Miguel A. Ochoa        | 31 de marzo | 16:00 | Diego Navarro      |
| Deportivo Tandil                                                  | 0:2 | Loma Negra         | Boca de la Base Aérea  | 31 de marzo | 16:00 | Gustavo Beckman    |
| Equipos libres: Ateneo Estrada, Santamarina y Grupo Universitario |     |                    |                        |             |       |                    |

| Ateneo Estrada                                           | 4:2 | UNICEN                 | Mpal. José A. Barbieri | 7 de abril | 16:00 | Ignacio Liuzzi     |
| Santamarina                                              | 2:1 | Deportivo Rauch        | Predio Centenario      | 7 de abril | 16:00 | Marcos Altamiranda |
| Botafogo                                                 | 1:1 | Unión y Progreso       | Botafogo               | 7 de abril | 16:00 | Ezequiel Quintana  |
| Independiente                                            | 2:1 | Argentino              | Agustín F. Berroeta    | 7 de abril | 16:00 | Franco Torres      |
| Excursionistas                                           | 0:1 | Sarmiento              | Excursionistas         | 7 de abril | 16:00 | Maximiliano Moreno |
| San Lorenzo                                              | 1:3 | Defensores de Ayacucho | Oscar Oyhanart         | 7 de abril | 16:00 | Cristian Pérez     |
| Gimnasia y Esgrima                                       | 0:0 | Velense                | Gimnasia y Esgrima     | 7 de abril | 16:00 | Rodrigo Álvarez    |
| Ferrocarril Sud                                          | 2:0 | Deportivo Tandil       | Dámaso Latasa          | 7 de abril | 16:00 | Fernando Zabalza   |
| Grupo Universitario                                      | 5:2 | San José               | Movediza               | 7 de abril | 16:00 | Matías Picot       |
| Equipos libres: Juarense, Atlético Ayacucho y Loma Negra |     |                        |                        |            |       |                    |

| UNICEN                                                         | 2:2 | Atlético Ayacucho  | Excursionistas         | 14 de abril | 16:00 | Víctor González    |
| Deportivo Rauch                                                | 0:4 | Juarense           | Botafogo               | 14 de abril | 16:00 | Luciano Caballero  |
| Unión y Progreso                                               | 0:6 | Santamarina        | La Florida             | 14 de abril | 16:00 | Martín Althabe     |
| Argentino                                                      | 0:2 | Botafogo           | 12 de Noviembre        | 14 de abril | 16:00 | Diego Albo         |
| Sarmiento                                                      | 0:1 | Independiente      | Mpal. José A. Barbieri | 14 de abril | 16:00 | Lucas Gualdieri    |
| Defensores de Ayacucho                                         | 1:1 | Excursionistas     | Defensores             | 14 de abril | 16:00 | Marcelo Casco      |
| Velense                                                        | 1:1 | San Lorenzo        | Miguel A. Ochoa        | 14 de abril | 16:00 | Diego Novelli      |
| Deportivo Tandil                                               | 1:1 | Gimnasia y Esgrima | Boca de la Base        | 14 de abril | 16:00 | Paulo Latú         |
| Ferrocarril Sud                                                | 1:0 | Loma Negra         | Dámaso Latasa          | 14 de abril | 16:00 | Marcos Altamiranda |
| Equipos libres: San José, Grupo Universitario y Ateneo Estrada |     |                    |                        |             |       |                    |

| Ateneo Estrada                   | 1:0 | Deportivo Rauch        | Mpal. de Ayacucho   | 28 de abril | 15:30 | Gonzalo López      |
| Juarense                         | 2:0 | Unión y Progreso       | Gastón Lafón        | 28 de abril | 15:30 | Diego Navarro      |
| Santamarina                      | 1:0 | Argentino              | Predio Bicentenario | 28 de abril | 15:30 | Emanuel Mazzoni    |
| Botafogo                         | 0:0 | Sarmiento              | Botafogo            | 28 de abril | 15:30 | Paulo Caballero    |
| Independiente                    | 9:0 | Defensores de Ayacucho | Agustín F. Berroeta | 28 de abril | 15:30 | Matías Picot       |
| Excursionistas                   | 2:5 | Velense                | Excursionistas      | 28 de abril | 15:30 | Rodrigo Álvarez    |
| San Lorenzo                      | 2:0 | Deportivo Tandil       | San Lorenzo         | 28 de abril | 15:30 | Luciano Caballero  |
| Gimnasia y Esgrima               | 1:3 | Ferrocarril Sud        | Gimnasia y Esgrima  | 28 de abril | 15:30 | Maximiliano Moreno |
| Grupo Universitario              | 0:0 | UNICEN                 | La Movediza         | 28 de abril | 15:30 | Franco Torres      |
| Loma Negra                       | 3:2 | San José               | Loma Negra          | 28 de abril | 15:30 | Fernando Zabalza   |
| Equipos libre: Atlético Ayacucho |     |                        |                     |             |       |                    |

| Deportivo Rauch                                        | 1:3   | Atlético Ayacucho | Botafogo           | 5 de mayo | 15:30 | Paulo Caballero    |
| Unión y Progreso                                       | 0:0   | Ateneo Estrada    | La Florida         | 5 de mayo | 15:30 | Diego Albo         |
| Argentino                                              | Susp. | Juarense          | 12 de Noviembre    | 5 de mayo | 15:30 | Víctor González    |
| Sarmiento                                              | 1:0   | Santamarina       | Estadio Barbieri   | 5 de mayo | 15:30 | Daniel Figueroa    |
| Defensores de Ayacucho                                 | 0:0   | Botafogo          | Mpal. de Ayacucho  | 5 de mayo | 15:30 | Lucas Gualdieri    |
| Velense                                                | 2:2   | Independiente     | Miguel A. Ochoa    | 5 de mayo | 15:30 | Marcos Altamiranda |
| Deportivo Tandil                                       | 4:2   | Excursionistas    | Gral. San Martín   | 5 de mayo | 15:30 | Diego Novelli      |
| Ferrocarril Sud                                        | 3:0   | San Lorenzo       | Dámaso Latasa      | 5 de mayo | 15:30 | Paulo Latú         |
| Gimnasia y Esgrima                                     | 2:2   | Loma Negra        | Gimnasia y Esgrima | 5 de mayo | 15:30 | Emanuel Mazzoni    |
| Equipos libres: UNICEN, Grupo Universitario y San José |       |                   |                    |           |       |                    |

| Atlético Ayacucho         | 6:0 | Unión y Progreso       | Atlético Ayacucho   | 12 de mayo | 15:30 | Gonzalo López     |
| Ateneo Estrada            | 3:0 | Argentino              | Mpal. Barbieri      | 12 de mayo | 15:30 | Ignacio Liuzzi    |
| Juarense                  | 1:1 | Sarmiento              | Gastón Lafón        | 12 de mayo | 15:30 | Matías Picot      |
| Santamarina               | 6:0 | Defensores de Ayacucho | Predio Centenario   | 12 de mayo | 15:30 | Diego Albo        |
| Botafogo                  | 3:1 | Velense                | Botafogo            | 12 de mayo | 15:30 | Luciano Caballero |
| Independiente             | 3:2 | Deportivo Tandil       | Agustín F. Berroeta | 12 de mayo | 15:30 | Rodrigo Álvarez   |
| Excursionistas            | 0:2 | Ferrocarril Sud        | Excursionistas      | 12 de mayo | 15:30 | Víctor González   |
| San Lorenzo               | 3:1 | Gimnasia y Esgrima     | San Lorenzo         | 12 de mayo | 15:30 | Daniel Quintana   |
| San José                  | 2:1 | UNICEN                 | Gimnasia y Esgrima  | 12 de mayo | 15:30 | Diego Novelli     |
| Grupo Universitario       | 6:1 | Deportivo Rauch        | La Movediza         | 12 de mayo | 15:30 | Fernando Zabalza  |
| Equipos libre: Loma Negra |     |                        |                     |            |       |                   |

| Argentino                                          | 0:2 | Atlético Ayacucho   | 12 de Noviembre    | 26 de mayo | 15:30 | Franco Torres    |
| Sarmiento                                          | 0:0 | Ateneo Estrada      | Mpal. Barbieri     | 26 de mayo | 15:30 | Lucas Gualdieri  |
| Defensores de Ayacucho                             | 2:1 | Juarense            | Defensores         | 26 de mayo | 15:30 | Marcelo Casco    |
| Velense                                            | 1:1 | Santamarina         | Miguel A. Ochoa    | 26 de mayo | 15:30 | Emanuel Mazzoni  |
| Deportivo Tandil                                   | 1:4 | Botafogo            | Boca de la Base    | 26 de mayo | 15:30 | Fernando Zabalza |
| Ferrocarril Sud                                    | 3:1 | Independiente       | Dámaso Latasa      | 26 de mayo | 15:30 | Paulo Latú       |
| Gimnasia y Esgrima                                 | 2:1 | Excursionistas      | Gimnasia y Esgrima | 26 de mayo | 15:30 | Diego Novelli    |
| Unión y Progreso                                   | 1:1 | Grupo Universitario | La Florida         | 26 de mayo | 15:30 | Diego Navarro    |
| San Lorenzo                                        | 1:2 | Loma Negra          | San Lorenzo        | 26 de mayo | 15:30 | Nazareno Caran   |
| Equipos libres: San José, Deportivo Rauch y UNICEN |     |                     |                    |            |       |                  |

| Ateneo Estrada                                         |  | San José               |  | A definir | A definir | A designar |
| Santamarina                                            |  | UNICEN                 |  | A definir | A definir | A designar |
| Loma Negra                                             |  | Grupo Universitario    |  | A definir | A definir | A designar |
| Independiente                                          |  | Deportivo Rauch        |  | A definir | A definir | A designar |
| Excursionistas                                         |  | Unión y Progreso       |  | A definir | A definir | A designar |
| San Lorenzo                                            |  | Argentino              |  | A definir | A definir | A designar |
| Gimnasia y Esgrima                                     |  | Sarmiento              |  | A definir | A definir | A designar |
| Ferrocarril Sud                                        |  | Defensores de Ayacucho |  | A definir | A definir | A designar |
| Deportivo Tandil                                       |  | Velense                |  | A definir | A definir | A designar |
| Equipos libres: Atlético Ayacucho, Juarense y Botafogo |  |                        |  |           |           |            |

| Defensores de Ayacucho                              |  | Atlético Ayacucho   |  | A definir | A definir | A designar |
| Velense                                             |  | Ateneo Estrada      |  | A definir | A definir | A designar |
| Deportivo Tandil                                    |  | Juarense            |  | A definir | A definir | A designar |
| Ferrocarril Sud                                     |  | Santamarina         |  | A definir | A definir | A designar |
| Gimnasia y Esgrima                                  |  | Botafogo            |  | A definir | A definir | A designar |
| San Lorenzo                                         |  | Independiente       |  | A definir | A definir | A designar |
| Unión y Progreso                                    |  | San José            |  | A definir | A definir | A designar |
| Sarmiento                                           |  | Grupo Universitario |  | A definir | A definir | A designar |
| Excursionistas                                      |  | Loma Negra          |  | A definir | A definir | A designar |
| Equipos libres: UNICEN, Argentino y Deportivo Rauch |  |                     |  |           |           |            |

| Atlético Ayacucho                                        |  | Velense                |  | A definir | A definir | A designar |
| Ateneo Estrada                                           |  | Deportivo Tandil       |  | A definir | A definir | A designar |
| Juarense                                                 |  | Ferrocarril Sud        |  | A definir | A definir | A designar |
| Santamarina                                              |  | Gimnasia y Esgrima     |  | A definir | A definir | A designar |
| Botafogo                                                 |  | San Lorenzo            |  | A definir | A definir | A designar |
| Independiente                                            |  | Excursionistas         |  | A definir | A definir | A designar |
| UNICEN                                                   |  | Deportivo Rauch        |  | A definir | A definir | A designar |
| San José                                                 |  | Argentino              |  | A definir | A definir | A designar |
| Grupo Universitario                                      |  | Defensores de Ayacucho |  | A definir | A definir | A designar |
| Equipos libres: Sarmiento, Loma Negra y Unión y Progreso |  |                        |  |           |           |            |

| Deportivo Tandil                                                    |  | Atlético Ayacucho   |  | A definir | A definir | A designar |
| Ferrocarril Sud                                                     |  | Ateneo Estrada      |  | A definir | A definir | A designar |
| Gimnasia y Esgrima                                                  |  | Juarense            |  | A definir | A definir | A designar |
| San Lorenzo                                                         |  | Santamarina         |  | A definir | A definir | A designar |
| Excursionistas                                                      |  | Botafogo            |  | A definir | A definir | A designar |
| Unión y Progreso                                                    |  | UNICEN              |  | A definir | A definir | A designar |
| Sarmiento                                                           |  | San José            |  | A definir | A definir | A designar |
| Velense                                                             |  | Grupo Universitario |  | A definir | A definir | A designar |
| Independiente                                                       |  | Loma Negra          |  | A definir | A definir | A designar |
| Equipos libres: Deportivo Rauch, Argentino y Defensores de Ayacucho |  |                     |  |           |           |            |

| Atlético Ayacucho                                     |  | Ferrocarril Sud        |  | A definir | A definir | A designar |
| Ateneo Estrada                                        |  | Gimnasia y Esgrima     |  | A definir | A definir | A designar |
| Juarense                                              |  | San Lorenzo            |  | A definir | A definir | A designar |
| Santamarina                                           |  | Excursionistas         |  | A definir | A definir | A designar |
| Botafogo                                              |  | Independiente          |  | A definir | A definir | A designar |
| UNICEN                                                |  | Argentino              |  | A definir | A definir | A designar |
| San José                                              |  | Defensores de Ayacucho |  | A definir | A definir | A designar |
| Grupo Universitario                                   |  | Deportivo Tandil       |  | A definir | A definir | A designar |
| Loma Negra                                            |  | Deportivo Rauch        |  | A definir | A definir | A designar |
| Equipos libres: Sarmiento, Unión y Progreso y Velense |  |                        |  |           |           |            |

| Gimnasia y Esgrima                                                   |  | Atlético Ayacucho   |  | A definir | A definir | A designar |
| San Lorenzo                                                          |  | Ateneo Estrada      |  | A definir | A definir | A designar |
| Excursionistas                                                       |  | Juarense            |  | A definir | A definir | A designar |
| Independiente                                                        |  | Santamarina         |  | A definir | A definir | A designar |
| Unión y Progreso                                                     |  | Deportivo Rauch     |  | A definir | A definir | A designar |
| Sarmiento                                                            |  | UNICEN              |  | A definir | A definir | A designar |
| Velense                                                              |  | San José            |  | A definir | A definir | A designar |
| Ferrocarril Sud                                                      |  | Grupo Universitario |  | A definir | A definir | A designar |
| Botafogo                                                             |  | Loma Negra          |  | A definir | A definir | A designar |
| Equipos libres: Argentino, Deportivo Tandil y Defensores de Ayacucho |  |                     |  |           |           |            |

| Atlético Ayacucho                                   |  | San Lorenzo            |  | A definir | A definir | A designar |
| Ateneo Estrada                                      |  | Excursionistas         |  | A definir | A definir | A designar |
| Juarense                                            |  | Independiente          |  | A definir | A definir | A designar |
| Santamarina                                         |  | Botafogo               |  | A definir | A definir | A designar |
| Deportivo Rauch                                     |  | Argentino              |  | A definir | A definir | A designar |
| UNICEN                                              |  | Defensores de Ayacucho |  | A definir | A definir | A designar |
| San José                                            |  | Deportivo Tandil       |  | A definir | A definir | A designar |
| Grupo Universitario                                 |  | Gimnasia y Esgrima     |  | A definir | A definir | A designar |
| Loma Negra                                          |  | Unión y Progreso       |  | A definir | A definir | A designar |
| Equipos libres: Sarmiento, Velense, Ferrocarril Sud |  |                        |  |           |           |            |

| Excursionistas                                                               |  | Atlético Ayacucho   |  | A definir | A definir | A designar |
| Independiente                                                                |  | Ateneo Estrada      |  | A definir | A definir | A designar |
| Botafogo                                                                     |  | Juarense            |  | A definir | A definir | A designar |
| Argentino                                                                    |  | Unión y Progreso    |  | A definir | A definir | A designar |
| Sarmiento                                                                    |  | Deportivo Rauch     |  | A definir | A definir | A designar |
| Velense                                                                      |  | UNICEN              |  | A definir | A definir | A designar |
| Ferrocarril Sud                                                              |  | San José            |  | A definir | A definir | A designar |
| San Lorenzo                                                                  |  | Grupo Universitario |  | A definir | A definir | A designar |
| Santamarina                                                                  |  | Loma Negra          |  | A definir | A definir | A designar |
| Equipos libres: Defensores de Ayacucho, Gimnasia y Esgrima, Deportivo Tandil |  |                     |  |           |           |            |

| Atlético Ayacucho                                      |  | Independiente          | cancha | A definir | A definir | A designar |
| Ateneo Estrada                                         |  | Botafogo               |        | A definir | A definir | A designar |
| Juarense                                               |  | Santamarina            |        | A definir | A definir | A designar |
| Unión y Progreso                                       |  | Sarmiento              |        | A definir | A definir | A designar |
| Deportivo Rauch                                        |  | Defensores de Ayacucho |        | A definir | A definir | A designar |
| UNICEN                                                 |  | Deportivo Tandil       |        | A definir | A definir | A designar |
| San José                                               |  | Gimnasia y Esgrima     |        | A definir | A definir | A designar |
| Grupo Universitario                                    |  | Excursionistas         |        | A definir | A definir | A designar |
| Loma Negra                                             |  | Argentino              |        | A definir | A definir | A designar |
| Equipos libres: Velense, Ferrocarril Sud y San Lorenzo |  |                        |        |           |           |            |

| Botafogo                                                              |  | Atlético Ayacucho   |  | A definir | A definir | A designar |
| Santamarina                                                           |  | Ateneo Estrada      |  | A definir | A definir | A designar |
| Sarmiento                                                             |  | Argentino           |  | A definir | A definir | A designar |
| Defensores de Ayacucho                                                |  | Unión y Progreso    |  | A definir | A definir | A designar |
| Velense                                                               |  | Deportivo Rauch     |  | A definir | A definir | A designar |
| Ferrocarril Sud                                                       |  | UNICEN              |  | A definir | A definir | A designar |
| San Lorenzo                                                           |  | San José            |  | A definir | A definir | A designar |
| Independiente                                                         |  | Grupo Universitario |  | A definir | A definir | A designar |
| Juarense                                                              |  | Loma Negra          |  | A definir | A definir | A designar |
| Equipos libres: Deportivo Tandil, Excursionistas y Gimnasia y Esgrima |  |                     |  |           |           |            |

| Atlético Ayacucho                                             |  | Santamarina            |  | A definir | A definir | A designar |
| Ateneo Estrada                                                |  | Juarense               |  | A definir | A definir | A designar |
| Argentino                                                     |  | Defensores de Ayacucho |  | A definir | A definir | A designar |
| Unión y Progreso                                              |  | Velense                |  | A definir | A definir | A designar |
| Deportivo Rauch                                               |  | Deportivo Tandil       |  | A definir | A definir | A designar |
| UNICEN                                                        |  | Gimnasia y Esgrima     |  | A definir | A definir | A designar |
| San José                                                      |  | Excursionistas         |  | A definir | A definir | A designar |
| Grupo Universitario                                           |  | Botafogo               |  | A definir | A definir | A designar |
| Loma Negra                                                    |  | Sarmiento              |  | A definir | A definir | A designar |
| Equipos libres: Ferrocarril Sud , Independiente y San Lorenzo |  |                        |  |           |           |            |

| Juarense                                                      |  | Atlético Ayacucho   |  | A definir | A definir | A designar |
| Defensores de Ayacucho                                        |  | Sarmiento           |  | A definir | A definir | A designar |
| Velense                                                       |  | Argentino           |  | A definir | A definir | A designar |
| Deportivo Tandil                                              |  | Unión y Progreso    |  | A definir | A definir | A designar |
| Ferrocarril Sud                                               |  | Deportivo Rauch     |  | A definir | A definir | A designar |
| San Lorenzo                                                   |  | UNICEN              |  | A definir | A definir | A designar |
| Independiente                                                 |  | San José            |  | A definir | A definir | A designar |
| Santamarina                                                   |  | Grupo Universitario |  | A definir | A definir | A designar |
| Ateneo Estrada                                                |  | Loma Negra          |  | A definir | A definir | A designar |
| Equipos libres: Gimnasia y Esgrima, Excursionistas y Botafogo |  |                     |  |           |           |            |

| Atlético Ayacucho                                        |  | Ateneo Estrada         |  | A definir | A definir | A designar |
| Sarmiento                                                |  | Velense                |  | A definir | A definir | A designar |
| Argentino                                                |  | Deportivo Tandil       |  | A definir | A definir | A designar |
| Unión y Progreso                                         |  | Ferrocarril Sud        |  | A definir | A definir | A designar |
| Deportivo Rauch                                          |  | Gimnasia y Esgrima     |  | A definir | A definir | A designar |
| UNICEN                                                   |  | Excursionistas         |  | A definir | A definir | A designar |
| San José                                                 |  | Botafogo               |  | A definir | A definir | A designar |
| Grupo Universitario                                      |  | Juarense               |  | A definir | A definir | A designar |
| Loma Negra                                               |  | Defensores de Ayacucho |  | A definir | A definir | A designar |
| Equipos libres: San Lorenzo, Independiente y Santamarina |  |                        |  |           |           |            |

| Velense                                             |  | Defensores de Ayacucho |  | A definir | A definir | A designar |
| Deportivo Tandil                                    |  | Sarmiento              |  | A definir | A definir | A designar |
| Ferrocarril Sud                                     |  | Argentino              |  | A definir | A definir | A designar |
| Gimnasia y Esgrima                                  |  | Unión y Progreso       |  | A definir | A definir | A designar |
| San Lorenzo                                         |  | Deportivo Rauch        |  | A definir | A definir | A designar |
| Independiente                                       |  | UNICEN                 |  | A definir | A definir | A designar |
| Santamarina                                         |  | San José               |  | A definir | A definir | A designar |
| Ateneo Estrada                                      |  | Grupo Universitario    |  | A definir | A definir | A designar |
| Atlético Ayacucho                                   |  | Loma Negra             |  | A definir | A definir | A designar |
| Equipos libres: Excursionistas, Botafogo y Juarense |  |                        |  |           |           |            |

| Defensores de Ayacucho                                     |  | Deportivo Tandil   |  | A definir | A definir | A designar |
| Sarmiento                                                  |  | Ferrocarril Sud    |  | A definir | A definir | A designar |
| Argentino                                                  |  | Gimnasia y Esgrima |  | A definir | A definir | A designar |
| Unión y Progreso                                           |  | San Lorenzo        |  | A definir | A definir | A designar |
| Loma Negra                                                 |  | Velense            |  | A definir | A definir | A designar |
| Deportivo Rauch                                            |  | Excursionistas     |  | A definir | A definir | A designar |
| UNICEN                                                     |  | Botafogo           |  | A definir | A definir | A designar |
| San José                                                   |  | Juarense           |  | A definir | A definir | A designar |
| Grupo Universitario                                        |  | Atlético Ayacucho  |  | A definir | A definir | A designar |
| Equipos libres: Santamarina, Independiente, Ateneo Estrada |  |                    |  |           |           |            |

Notas
1. ↑  Debido a que Grupo Universitario disputa el Torneo Regional Federal Amateur 2019 el partido debió adelantarse, y el resto de la fecha, por condiciones climáticas, se reprogramó para una semana después.
2. ↑  El partido, que estaba programado el 5 de mayo a las 15.30 hs, se suspendió debido al fallecimiento del encargado del estadio de Argentino.

## Fases finales
Tal como está establecido en el reglamento de la competición, los primeros 11 clasificados disputarán la Copa de Oro, y del puesto 12.º al 21.º, harán lo mismo en la Copa de Plata. De la primera, saldrá un ganador, que disputará la final del año con el vencedor del certamen regular de sistema todos contra todos. El ganador de dicho partido, será el campeón de la Unión Regional Deportiva 2019. De la Copa de Plata, quien resulte ganador, se obtendrá la 12.º y última plaza para la Primera A en la temporada 2020.
Los enfrentamientos fueron determinados por el sorteo realizado el día 4 de junio. 

### Tabla de primeros
| #    | Equipo              | Pts | PJ | PG | PE | PP | GF | GC | DG  |
| ---- | ------------------- | --- | -- | -- | -- | -- | -- | -- | --- |
| 1.º  | Ferrocarril Sud     | 49  | 20 | 15 | 4  | 1  | 48 | 11 | +37 |
| 2.º  | Atlético Ayacucho   | 47  | 20 | 14 | 5  | 1  | 49 | 13 | +36 |
| 3.º  | Independiente       | 42  | 20 | 12 | 6  | 2  | 50 | 15 | +35 |
| 4.º  | SD Loma Negra       | 39  | 20 | 11 | 6  | 3  | 37 | 24 | +13 |
| 5.º  | Santamarina         | 35  | 20 | 10 | 5  | 5  | 33 | 14 | +18 |
| 6.º  | Sarmiento           | 31  | 20 | 8  | 7  | 5  | 31 | 19 | +12 |
| 7.º  | Grupo Universitario | 30  | 20 | 7  | 9  | 4  | 30 | 22 | +8  |
| 8.º  | Juarense            | 28  | 20 | 7  | 7  | 6  | 28 | 24 | +4  |
| 9.º  | Velense             | 28  | 20 | 7  | 7  | 6  | 36 | 26 | +10 |
| 10.º | Gimnasia y Esgrima  | 27  | 20 | 7  | 6  | 7  | 21 | 23 | -2  |
| 11.º | Botafogo            | 27  | 20 | 7  | 6  | 7  | 32 | 25 | +7  |

### Tabla de segundos
| #    | Equipo           | Pts | PJ | PG | PE | PP | GF | GC | DG  |
| ---- | ---------------- | --- | -- | -- | -- | -- | -- | -- | --- |
| 12.º | San José         | 27  | 20 | 8  | 3  | 9  | 31 | 35 | -4  |
| 13.º | Depotivo Tandil  | 26  | 20 | 7  | 5  | 8  | 25 | 24 | +1  |
| 14.º | Ateneo Estrada   | 26  | 20 | 7  | 5  | 8  | 19 | 27 | -8  |
| 15.º | UNICEN           | 25  | 20 | 7  | 4  | 9  | 33 | 27 | +6  |
| 16.º | Defensores       | 23  | 20 | 6  | 5  | 9  | 25 | 42 | -17 |
| 17.º | SD Argentino     | 19  | 20 | 5  | 4  | 11 | 19 | 33 | -14 |
| 18.º | Excursionistas   | 19  | 20 | 5  | 4  | 11 | 31 | 45 | -14 |
| 19.º | San Lorenzo      | 15  | 20 | 3  | 6  | 11 | 16 | 41 | -25 |
| 20.º | Unión y Progreso | 12  | 20 | 3  | 3  | 14 | 12 | 47 | -35 |
| 21.º | Depotivo Rauch   | 1   | 20 | 0  | 1  | 19 | 9  | 77 | -68 |

## Copa de Oro
Está integrada por los primeros once equipos clasificados en la etapa regular. El equipo mejor ubicado en la tabla tendrá ventaja deportiva tanto en la localía, como en caso de empate. La fase otorga la segunda fase para la final anual por el campeonato de la URD. En caso de que se repita el campeón, Ferrocarril Sud, será proclamado ganador de la temporada.
El ganador de la Copa de Oro se define en una serie final de dos partidos, sin ventaja para el equipo local. En el primer partido será local Independiente (ubicado 3.° en la fase regular) mientras que la fase se definirá en el estadio Dámaso Latasa, donde Ferrocarril Sud (1.°) hace de local. En caso de empate, habrá tiempo suplementario. De persistir la igualdad, habrá definición por penales.
Si Independiente es el vencedor, habrá un tercer partido, contra Ferrocarril Sud, en el que éste tendrá ventaja deportiva. De ganar es posible tercer partido Independiente, la definición forzará a jugarse un cuarto y definitorio encuentro entre ambos clubes, que deberá definir el campeón del año. En caso de empate, habrá suplementario, y posteriormente si persiste la paridad, penales.
|  | Preliminares            | Preliminares          |                         |   | Cuartos de final   | Cuartos de final   |  |                     | Semifinales    | Semifinales    |  |                 | Finales              | Finales              | Finales              | Finales              |  |
|  | 13 de octubre           | 13 de octubre         |                         |   | 19 y 20 de octubre | 19 y 20 de octubre |  |                     | 3 de noviembre | 3 de noviembre |  |                 | 10 y 17 de noviembre | 10 y 17 de noviembre | 10 y 17 de noviembre | 10 y 17 de noviembre |  |
|  |                         |                       |                         |   |                    |                    |  |                     |                |                |  |                 |                      |                      |                      |                      |  |
|  |                         |                       |                         |   |                    |                    |  |                     |                |                |  |                 |                      |                      |                      |                      |  |
|  |                         |                       |                         |   |                    |                    |  |                     |                |                |  |                 |                      |                      |                      |                      |  |
|  |                         |                       |                         |   |                    |                    |  |                     |                |                |  |                 |                      |                      |                      |                      |  |
|  |                         |                       |                         |   |                    |                    |  |                     |                |                |  |                 |                      |                      |                      |                      |  |
|  |                         | Ferrocarril Sud (1)   | 5                       |   |                    |                    |  |                     |                |                |  |                 |                      |                      |                      |                      |  |
|  |                         |                       | 5                       |   |                    |                    |  |                     |                |                |  |                 |                      |                      |                      |                      |  |
|  |                         |                       | Botafogo (11)           | 2 |                    |                    |  |                     |                |                |  |                 |                      |                      |                      |                      |  |
|  | Sarmiento (6)           | 0                     | Botafogo (11)           | 2 |                    |                    |  |                     |                |                |  |                 |                      |                      |                      |                      |  |
|  | Sarmiento (6)           | 0                     |                         |   |                    |                    |  |                     |                |                |  |                 |                      |                      |                      |                      |  |
|  | Botafogo (11)           | 1                     |                         |   |                    |                    |  |                     |                |                |  |                 |                      |                      |                      |                      |  |
|  | Botafogo (11)           | 1                     |                         |   |                    |                    |  | Ferrocarril Sud (v) | 1              |                |  |                 |                      |                      |                      |                      |  |
|  |                         |                       |                         |   |                    |                    |  | Ferrocarril Sud (v) | 1              |                |  |                 |                      |                      |                      |                      |  |
|  |                         |                       | Juarense                | 1 |                    |                    |  |                     |                |                |  |                 |                      |                      |                      |                      |  |
|  |                         |                       | Juarense                | 1 |                    |                    |  |                     |                |                |  |                 |                      |                      |                      |                      |  |
|  |                         |                       |                         |   |                    |                    |  |                     |                |                |  |                 |                      |                      |                      |                      |  |
|  |                         |                       |                         |   |                    |                    |  |                     |                |                |  |                 |                      |                      |                      |                      |  |
|  |                         | Atlético Ayacucho (2) | 0                       |   |                    |                    |  |                     |                |                |  |                 |                      |                      |                      |                      |  |
|  |                         |                       | 0                       |   |                    |                    |  |                     |                |                |  |                 |                      |                      |                      |                      |  |
|  |                         |                       | Juarense (8)            | 1 |                    |                    |  |                     |                |                |  |                 |                      |                      |                      |                      |  |
|  | Juarense (8)            | 5                     | Juarense (8)            | 1 |                    |                    |  |                     |                |                |  |                 |                      |                      |                      |                      |  |
|  | Juarense (8)            | 5                     |                         |   |                    |                    |  |                     |                |                |  |                 |                      |                      |                      |                      |  |
|  | Velense (9)             | 0                     |                         |   |                    |                    |  |                     |                |                |  |                 |                      |                      |                      |                      |  |
|  | Velense (9)             | 0                     |                         |   |                    |                    |  |                     |                |                |  | Ferrocarril Sud | 1                    | 4                    | 5                    |                      |  |
|  |                         |                       |                         |   |                    |                    |  |                     |                |                |  | Ferrocarril Sud | 1                    | 4                    | 5                    |                      |  |
|  |                         |                       | Independiente           | 2 | 2                  | 4                  |  |                     |                |                |  |                 |                      |                      |                      |                      |  |
|  |                         |                       | Independiente           | 2 | 2                  | 4                  |  |                     |                |                |  |                 |                      |                      |                      |                      |  |
|  |                         |                       |                         |   |                    |                    |  |                     |                |                |  |                 |                      |                      |                      |                      |  |
|  |                         |                       |                         |   |                    |                    |  |                     |                |                |  |                 |                      |                      |                      |                      |  |
|  |                         | Independiente (3)     | 2                       |   |                    |                    |  |                     |                |                |  |                 |                      |                      |                      |                      |  |
|  |                         |                       | 2                       |   |                    |                    |  |                     |                |                |  |                 |                      |                      |                      |                      |  |
|  |                         |                       | Grupo Universitario (7) | 0 |                    |                    |  |                     |                |                |  |                 |                      |                      |                      |                      |  |
|  | Grupo Universitario (7) | 2                     | Grupo Universitario (7) | 0 |                    |                    |  |                     |                |                |  |                 |                      |                      |                      |                      |  |
|  | Grupo Universitario (7) | 2                     |                         |   |                    |                    |  |                     |                |                |  |                 |                      |                      |                      |                      |  |
|  | Gimnasia y Esgrima (10) | 0                     |                         |   |                    |                    |  |                     |                |                |  |                 |                      |                      |                      |                      |  |
|  | Gimnasia y Esgrima (10) | 0                     |                         |   |                    |                    |  | Independiente (3)   | 2              |                |  |                 |                      |                      |                      |                      |  |
|  |                         |                       |                         |   |                    |                    |  | Independiente (3)   | 2              |                |  |                 |                      |                      |                      |                      |  |
|  |                         |                       | Loma Negra              | 1 |                    |                    |  |                     |                |                |  |                 |                      |                      |                      |                      |  |
|  |                         |                       | Loma Negra              | 1 |                    |                    |  |                     |                |                |  |                 |                      |                      |                      |                      |  |
|  |                         |                       |                         |   |                    |                    |  |                     |                |                |  |                 |                      |                      |                      |                      |  |
|  |                         |                       |                         |   |                    |                    |  |                     |                |                |  |                 |                      |                      |                      |                      |  |
|  |                         | Loma Negra (4)        | 4                       |   |                    |                    |  |                     |                |                |  |                 |                      |                      |                      |                      |  |
|  |                         |                       | 4                       |   |                    |                    |  |                     |                |                |  |                 |                      |                      |                      |                      |  |
|  |                         |                       | Santamarina (5)         | 2 |                    |                    |  |                     |                |                |  |                 |                      |                      |                      |                      |  |
|  |                         |                       | Santamarina (5)         | 2 |                    |                    |  |                     |                |                |  |                 |                      |                      |                      |                      |  |
|  |                         |                       |                         |   |                    |                    |  |                     |                |                |  |                 |                      |                      |                      |                      |  |
|  |                         |                       |                         |   |                    |                    |  |                     |                |                |  |                 |                      |                      |                      |                      |  |
|  |                         |                       |                         |   |                    |                    |  |                     |                |                |  |                 |                      |                      |                      |                      |  |
|  |                         |                       |                         |   |                    |                    |  |                     |                |                |  |                 |                      |                      |                      |                      |  |

### Preliminares
| 13 de octubre de 2019, 16:00 | Juarense                                                | 5:0 (3:0) | Velense          | Gastón Lafón, Benito Juárez      |                                  |
|                              | - Luciano Silva - Guillermo Cardoso - Gerónimo Monteros | Reporte   | - Mariano García | Árbitro(s): Víctor Hugo González | Árbitro(s): Víctor Hugo González |

| 13 de octubre de 2019, 16:00 | Grupo Universitario                   | 2:0 (2:0) | Gimnasia y Esgrima | La Movediza, Tandil       |                           |
|                              | - Lautaro Echevarría - Carlos Urrutia | Reporte   |                    | Árbitro(s): Diego Novelli | Árbitro(s): Diego Novelli |

| 13 de octubre de 2019, 16:00 | Sarmiento | 0:1 (0:0) | Botagfogo              | Estadio Barbieri, Ayacucho  |                             |
|                              |           | Reporte   | Matías Caballero pen.' | Árbitro(s): Lucas Gualdieri | Árbitro(s): Lucas Gualdieri |

### Cuartos de final
| 19 de octubre de 2019, 18:00 | Independiente | 2:0 (1:0) | Grupo Universitario | Agustín F. Berroeta, Tandil    |  |
|                              |               |           |                     | Árbitro(s): Marcos Altamiranda |  |

| 20 de octubre de 2019, 17:00 | Ferrocarril Sud                                                   | 5:2 (2:2) | Botafogo                          | Dámaso Latasa, Tandil            |                                  |
|                              | - Lucas Porta - Matías Gutiérrez - Diego Bucci - Nicolás Gorosito | Reporte   | - Enzo Lamarche - Kevin Loustanau | Árbitro(s): Víctor Hugo González | Árbitro(s): Víctor Hugo González |

| 20 de octubre de 2019, 16:00 | Atlético Ayacucho | 0:1 (0:0) | Juarense            | Atlético, Ayacucho         |                            |
|                              |                   | Reporte   | Germán González 89' | Árbitro(s): Ignacio Liuzzi | Árbitro(s): Ignacio Liuzzi |

| 20 de octubre de 2019, 16:30 | Loma Negra                                   | 4:2 (2:0) | Santamarina                                | Predio Loma Negra, Villa Cacique |                             |
|                              | - Nicasio Elía - Emiliano Baier - Raúl Daher | Reporte   | - Juan Esteban Santa Cruz - Marcos Alzueta | Árbitro(s): Rodrigo Álvarez      | Árbitro(s): Rodrigo Álvarez |

### Semifinales
| 3 de noviembre de 2019, 15:00                                     | Ferrocarril Sud | 1:1 (1:1) | Juarense          | Dámaso Latasa, Tandil     |                           |
|                                                                   | Lucas Porta 38' | Reporte   | Luciano Silva 14' | Árbitro(s): Diego Novelli | Árbitro(s): Diego Novelli |
| Ferrocarril Sud clasficó por ventaja deportiva en caso de empate. |                 |           |                   |                           |                           |

| 3 de noviembre de 2019, 19:00 | Independiente      | 2:1 (0:0) | Loma Negra                                | Gral. San Martín, Tandil         |                                  |
|                               | Juan Turri 61' 77' | Reporte   | - Leandro Candia 69' - Emiliano Baier 76' | Árbitro(s): Víctor Hugo González | Árbitro(s): Víctor Hugo González |

### Finales

#### Final de ida
| 10 de noviembre de 2019, 11:00 | Independiente                                              | 2:1 (2:0) | Ferrocarril Sud        | Gral. San Martín, Tandil       |                                |
|                                | - Nicolás Trasante Borches 9' - Gonzalo Rotonda 15' (pen.) | Reporte   | - Luareano Pereyra 66' | Árbitro(s): Marcos Altamiranda | Árbitro(s): Marcos Altamiranda |

| Independiente | Ferrocarril Sud |

| POR            | 1  | Nicolás Aspitia       |     |       |
| DEF            | 4  | Agustín Olaechea      |     |       |
| DEF            | 2  | Matías Gogna          |     |       |
| DEF            | 6  | Martín Camio          | 41' |       |
| DEF            | 3  | Matías Marmouget      |     |       |
| MED            | 8  | Facundo Cortadi       |     |       |
| MED            | 5  | Matías Petersen       |     |       |
| MED            | 11 | Rodrigo Baquero       |     |       |
| MED            | 10 | Nicolás Trasante      |     |       |
| DEL            | 7  | Juan I. Turri         | 36' | 90+1' |
| DEL            | 9  | Gonzalo Rotonda       |     | 80'   |
| Cambios:       |    |                       |     |       |
| DEL            | 16 | Facundo Franceschetti |     | 80'   |
| DEL            | 15 | Valentino Bruggesser  |     | 90+1' |
| Entrenador:    |    |                       |     |       |
| Gerardo Villar |    |                       |     |       |

| POR            | 1  | Martín Gonnet        |     |     |
| DEF            | 2  | Laureano Pereyra     | 76' | 83' |
| DEF            | 4  | Franco Trama         |     |     |
| DEF            | 6  | Emiliano Aranda      | 27' | 46' |
| DEF            | 3  | Nicolás Gorosito     | 59' |     |
| MED            | 7  | Gonzalo Herrera      | 14' |     |
| MED            | 5  | Agustín Harguindeguy |     |     |
| MED            | 8  | Nicolás Auce         |     |     |
| MED            | 10 | Diego Bucci          |     |     |
| DEL            | 11 | Maximiliano Villar   | 77' |     |
| DEL            | 9  | Lucas Porta          |     |     |
| Cambios:       |    |                      |     |     |
| MED            | 16 | Matías Parolari      | 72' | 46' |
| DEL            | 14 | Germán Iriart        |     | 77' |
| DEF            | 13 | Lautaro Colotti      |     | 83' |
|                |    |                      |     |     |
|                |    |                      |     |     |
| Entrenador:    |    |                      |     |     |
| Mauricio Nosei |    |                      |     |     |

| Jugador del partido: Facundo Cortadi Árbitro: Marcos Altamiranda Árbitros asistentes: Diego Navarro Lautaro Paletta Cuarto árbitro: Fernando Zabalza | Reglas del partido - 90 minutos. - Un máximo de 5 jugadores sustitutos. - Máximo de tres cambios. |

#### Final de vuelta
| 17 de noviembre de 2019, 19:30 | Ferrocarril Sud | 4:2 (1:0) (Global 5:4) | Independiente | Dámaso Latasa, Tandil                                     |                                                           |
|                                |                 | Reporte                |               | Asistencia: 1000 espectadores Árbitro(s): Rodrigo Álvarez | Asistencia: 1000 espectadores Árbitro(s): Rodrigo Álvarez |

| Equipo campeón de la Unión Regional Deportiva 2019 |
| -------------------------------------------------- |
| Ferrocarril Sud                                    |

| Ferrocarril Sud 3.° título |

## Copa de Plata
La integran los diez equipos clasificados peores en la etapa regular. Al igual que en la Copa de Oro, el equipo mejor ubicado en la tabla tendrá ventaja deportiva tanto en la localía, como en caso de empate. Quien sea vencedor de la fase, permanecerá en la Primera A en la temporada 2020, mientras que los equipos que queden en el camino serán relegados al descenso.

### Preliminares
| 13 de octubre de 2019, 16:00 | Excursionistas      | 1:3 (1:2) | Deportivo Rauch                                                       | Fortín de Barrio Palermo, Tandil |                        |
|                              | - Valentino Benítez | Reporte   | - Emmanuel Pedernera - Ariel López - Francisco Andrades - Juan Alfaro | Árbitro(s): Paulo Latú           | Árbitro(s): Paulo Latú |

| 13 de octubre de 2019, 16:00                                                       | San Lorenzo | 0:0     | Unión y Progreso | San Lorenzo, Ayacucho         |                               |
|                                                                                    |             | Reporte |                  | Árbitro(s): Ezequiel Quintana | Árbitro(s): Ezequiel Quintana |
| San Lorenzo clasficó por ventaja localía, de acuerdo al reglamento de competición. |             |         |                  |                               |                               |

## Desempate para el Federal Amateur 2020
| 24 de noviembre de 2019, 20:00                                                      | Atlético Ayacucho                                 | 2:2 (1:0) | Independiente                                  | Gral. San Martín, Tandil  |                           |
|                                                                                     | - Maximiliano Sauco 40' - Matías Gogna 49' (a.g.) | Reporte   | - Facundo Franceschetti 46' - Matías Gogna 71' | Árbitro(s): Diego Novelli | Árbitro(s): Diego Novelli |
| Por ventaja deportiva, Atlético Ayacucho clasificó al Regional Federal Amateur 2020 |                                                   |           |                                                |                           |                           |

## Goleadores
Luciano Silva, jugador de Juarense, fue el goleador del certamen, con 16 tantos convertidos. Silva finalizó como goleador por sexta vez, totalizando a la temporada 2019, 165 goles en torneos de la Unión Regional Deportiva.
| Jugador                | Club          | Goles |
| ---------------------- | ------------- | ----- |
| Luciano Silva          | Juarense      | 16    |
| Enzo Lamarche          | Botafogo      | 14    |
| Gonzalo Rotonda        | Independiente | 14    |
| Tomás Inza             | Velense       | 13    |
| Facundo Franchesquetti | Independiente | 11    |